# Ariel Ngueukam
Ariel Thierry Ngueukam (ur. 15 listopada 1988 w Jaunde) – kameruński piłkarz występujący na pozycji napastnika w fińskim klubie SJK.

## Sukcesy

### Klubowe
SJK
- Mistrzostwo Finlandii: 2015
- Puchar Finlandii: 2016

KuPS
- Mistrzostwo Finlandii: 2019

### Indywidualne
- Król strzelców Veikkausliigi: 2021 (14 goli)